# 13606 Бін
13606 Бін (13606 Bean) — астероїд головного поясу, відкритий 11 вересня 1994 року.
Тіссеранів параметр щодо Юпітера — 3,499.